# Polflucht
Die Polflucht der Kontinente war eine Hypothese des Geophysikers Alfred Wegener, mit der er die von ihm entdeckte Kontinentalverschiebung zu erklären versuchte. Die Hypothese wurde 1920 von Paul Sophus Epstein näher ausgeführt, aber bald darauf widerlegt.
Wegener und Epstein nahmen an, dass sich die Kontinentblöcke (Sial) der Erdkruste auf der darunter liegenden, plastischeren Sima-Schicht langsam schwimmend bewegen können. Den Wissenschaftlern war jedoch das isostatische Phänomen der Gebirgswurzeln noch unbekannt, wonach die Erdkruste umso tiefer in den Erdmantel eintaucht, je höher die Gebirge sind. Den dadurch entstehenden zusätzlichen Widerstand gegen Bewegungen kann die als Ursache angenommene Polfluchtkraft keineswegs überwinden. Auch die damaligen Annahmen über die Plastizität von SiAl und SiMa erwiesen sich als unzutreffend.
Die heutige Theorie der Plattentektonik nimmt als Ursache der Kontinentalverschiebungen langsame Umwälzungen im Erdmantel an.